# Listă de orașe din statul Carolina de Sud

Harta densității populației în comitatele
statului american

- Această pagină este o listă alfabetică a orașelor din statul Carolina de Sud din Statele Unite ale Americii.

- Vedeți și Listă de municipalități din statul Carolina de Sud.
  - Vedeți și Listă de târguri din statul Carolina de Sud.
  - Vedeți și Listă de sate din statul Carolina de Sud.

respectiv
- Vedeți și Listă de comitate din statul Carolina de Sud.
- Vedeți și Listă de districte civile din statul Carolina de Sud.
- Vedeți și Listă de locuri desemnate pentru recensământ din statul Carolina de Sud.
- Vedeți și Listă de comunități neîncorporate din statul Carolina de Sud.
- Vedeți și Listă de localități din statul Carolina de Sud.
- Vedeți și Listă de localități dispărute din statul Carolina de Sud.
- Vedeți și Listă de rezervații amerindiene din statul Carolina de Sud.
- Vedeți și Listă de zone de teritoriu neorganizat din statul Carolina de Sud.

### A, B, C
- Abbeville
- Aberdeen
- Aiken
- Allendale
- Anderson
- Andrews
- Arcadia
- Awendaw
- Baldwin
- Bamberg
- Barnwell
- Batesburg
- Bath
- Beaufort
- Beech Island
- Bennettsville
- Bethune
- Bishopville
- Blacksburg
- Blair
- Bluffton
- Blythewood
- Camden
- Campobello
- Capers Island
- Catawba
- Cayce
- Central
- Charleston
- Cheraw
- Cherokee Falls
- Chesnee
- Chester
- Clemson
- Clinton
- Columbia
- Conway
- Cooper River
- Cowpens

### D, E, F, G
- Darlington
- Denmark
- Dillon
- Duncan
- Dunn
- Easley
- Eastover
- Edgefield
- Elgin
- Elloree
- Enoree
- Fairforest
- Florence
- Folly Beach
- Fountain Inn
- Frogmore
- Gaffney
- Gaston
- Georgetown
- Goose Creek
- Grace
- Graniteville
- Greenville
- Greenwood

### H, I, J, K, L
- Hampton
- Hanahan
- Harmony
- Hartsville
- Hemingway
- Hilton Head
- Holy Hill
- Inman
- Irmo
- Jacksonboro
- James Island
- Johns Island
- Johnsonville
- Kershaw
- Kings Creek
- Kingstree
- Ladson
- Lake City
- Lancaster
- Lando
- Langley
- Laurens
- Leeds
- Leesville
- Lexington
- Liberty
- Lugoff
- Lyman

### M, N, O, P, Q
- Manning
- Marion
- Mauldin
- McBee
- Moncks Corner
- Moore
- Mount Holly
- Mount Laurent
- Mount Pleasant
- Mullins
- Myrtle Beach
- Newberry
- Nichols
- North Charleston
- Orangeburg
- Parris Island
- Pickens
- Piedmont
- Pineville
- Pontiac
- Prosperity
- Port Royal

### R, S, T
- Rapid City
- Richburg
- Ridgeville
- Rock Hill
- Rockhill
- Roebuck
- Rowesville
- Ruffin
- Sampit
- Seneca
- Simpsonville
- Society Hill
- Spartanburg
- St George
- St Matthews
- Startex
- Stone
- Summerville
- Summit
- Sumter
- Taylors
- Travelers Rest

### U, V, X, Y, Z
- Union
- Union South Carolina
- Van Wyck
- Wagener
- Walhalla
- Walterboro
- Wellford
- West Columbia
- Westminster
- Williston
- Winnsboro
- York